# Aeropuerto Francisco de Orellana
El Aeropuerto Francisco de Orellana (IATA: OCC, OACI: SECO) se encuentra ubicado en el centro de la capital (Coca) de la provincia de Orellana en Ecuador.
El aeropuerto es una estación Tipo B, ya que presta servicio de pasajeros y carga a nivel nacional; en cuanto los servicios de apoyo con que cuenta es de categoría 5, con clave de referencia 3C, de acuerdo al anexo 14 de la OACI.

## Historia
El aeropuerto fue construido entre 1958 y 1959 por el Vicariato apostólico de Aguarico, una comunidad eclesiástica católica regida por la Orden de los Hermanos Menores Capuchinos que ha contribuido al desarrollo de la región desde su instalación en 1953.
Con una longitud inicial de 600 metros, y únicamente césped, lo que únicamente le permitía operar en verano; servía para evacuar a pacientes con enfermedades tropicales propias de la zona, dado que no existían carreteras que comunicaban esta zona con el resto del país. Con la explotación petrolera la compañía Texaco amplió la longitud a mil metros, y le puso una mezcla de lastre con crudo, lo que le daba una característica parecida al pavimento.
Desde 1988 toma la administración la Dirección General de Aviación Civil y continuó con la ampliación y las mejoras a la pista y plataforma, y renovando la terminal aérea, hasta transformarle en lo que hoy es, un polo de desarrollo no solo de la provincia de Orellana, sino también de la Región Amazónica.

## Instalaciones
El aeropuerto se encuentra a una altitud de 834 pies (254 m) por encima del nivel medio del mar. Tiene una pista designada 15/33 con una superficie de pavimento flexible de medición 6760 por 90 pies (2.060 × 27 m); y una capacidad para recibir aeronaves de peso superior a las 100.000 libras (unas 45 toneladas).

## Aerolíneas y destinos

### Destinos nacionales
| Destinos         | Aeropuertos                             | Aerolíneas    | Frecuencias semanales |
| ---------------- | --------------------------------------- | ------------- | --------------------- |
| Quito, Pichincha | Aeropuerto Internacional Mariscal Sucre | Aeroregional  | 7                     |
| Quito, Pichincha | Aeropuerto Internacional Mariscal Sucre | LATAM Ecuador | 7                     |

## Estadísticas
| Pasajeros nacionales | Pasajeros nacionales |
| -------------------- | -------------------- |
| 2016                 | 72.078               |
| 2017                 | 59.945               |
| 2018                 | 59.363               |
| 2019                 | 61.519               |
| 2020                 | 19.142               |
| 2021                 | 36.263               |
| 2022                 | 97.509               |
| 2023                 | 140.124              |

| Destinos         | Pasajeros | Dif. 2022 | Aerolíneas                          |
| ---------------- | --------- | --------- | ----------------------------------- |
| Quito, Pichincha | 140.124   | 43,7%     | Aeroregional, LATAM Ecuador, Equair |